# 아타리스
아타리스(The Ataris)는 미국 인디애나주 앤더슨 출신 록 밴드이다.

## 멤버
- 크리스토퍼 로(Kristopher Roe) - 보컬, 기타
- 존 콜루라(John Collura) - 기타, 피아노
- 폴 카라벨로(Paul Carabello) - 기타, 배킹 보컬, 타악기
- 셰인 치클스(Shane Chickeles) - 드럼
- 앵거스 쿡(Angus Cooke) - 첼로
- 밥 호그(Bob Hoag) - 키보드, 피아노
- 숀 한센(Sean Hansen) - 베이스

### 이전 멤버
- 제이슨 토머슨(Jasin Thomason) - 기타(1996년 ~ 1997년)
- 데릭 플로어드(Derrick Plourde) - 드럼(1996년 ~ 1997년)
- 마코 72(Marko 72) - 베이스(1997년)
- 패트릭 라일리(Patrick Riley) - 기타(1998년 ~ 1999년)
- 마코 페나(Marco Pena) - 기타(1999년 ~ 2001년)
- 마이크 데이븐포트(Mike Davenport) - 베이스(1998년 ~ 2005년)
- 크리스 냅(Chris Knapp) - 드럼(1999년 ~ 2005년)

## 음반 목록

### 정규 음반
- 《Anywhere But Here》(1997년)
- 《Blue Skies, Broken Hearts... Next 12 Exits》(1999년)
- 《End Is Forever》(2001년)
- 《So Long, Astoria》(2003년)
- 《Welcome the Night》(2007년)